# Estadio Tomás Beggan Correa
El Estadio Tomás Beggan Correa es un estadio de fútbol ubicado en el barrio Ricardo Brugada, la Chacarita, de la ciudad de Asunción. Tiene una capacidad de 3500 espectadores y es utilizado principalmente como un estadio de fútbol. El club Resistencia realiza sus partidos de local en este escenario.
La denominación del estadio es en honor a un expresidente del club, bajo cuyo mandato se logró el primer título oficial del club en 1966. 
Durante la crecida del Río Paraguay de finales del año 2015, el campo de juego del estadio fue alcanzado por las aguas y las instalaciones quedaron muy afectadas.
En diciembre de 2016, en el aniversario 99.º del club, fue lanzado el proyecto de ampliación de la capacidad del estadio a unas 6500 personas.